# Aroa detecta
Aroa detecta är en fjärilsart som beskrevs av Walker 1865. Aroa detecta ingår i släktet Aroa och familjen tofsspinnare. Inga underarter finns listade i Catalogue of Life.